# Мати (Грчка)
Мати (грчки: Máti, у преводу очи) је село у Грчкој. Ова одмаралиште се налази на источној обали Атике, 29 km источно од Атине.

## Преглед
Мати је популарна туристичка дестинација са неколико хотела, рибљих ресторана, кафана, кафића, барова, ноћних клубова, биоскопа под отвореним небом, пешчаним плажама и пристаништима за јахте. Лука поред, Рафина делује као приступна тачка на Егејско море и често је користе туристи, да стигну до многобројних острва. Пендели планине, које су покривене шумама, леже на западу и северозападу. Плаже покривају источни део и ресторани, хотели и кафане који леже на обали.
Мати је озбиљно погођена шумским пожарима 23. јула 2018. године, где је више од 80 људи умрло и око 170 рањено. Хиљаде аутомобила и кућа је уништено, остављајући Мати и околна села скоро изгореле до темеља.

## Географија
Мати лежи источно од Пендели планине, на Марафонас Авенији северно од Рафине и јужно од Неа Макри. Мати је око 30 km источно од центра Атине.

## Путеви и приступ мору
У град може да се уђе кроз Маратонос Авенију (EO54) на запад, или преко Дионисис планина северно-западно од Атине.
Мати је близу луке Рафина, која служи као локални центар за одмор трајекта на путу за Киклади острва.